# ラフィアン
ラフィアン (Ruffian) はアメリカ合衆国の競走馬。デビューから負け知らずの10連勝で（旧）ニューヨーク牝馬三冠を達成したが、フーリッシュプレジャーとのマッチレースで右前脚を骨折し、予後不良となった。馬名は「悪漢」「ならず者」の意。半兄にワイルドアゲインやクレヴァートリックの父として知られるアイスカペイド、半弟にバックファインダーがいる。

## 生涯

### 誕生
ラフィアンは1972年4月17日、母のシェナニガンズが預託されていたアメリカ合衆国ケンタッキー州のクレイボーンファームで生まれた。シェナニガンズの所有者はジャニー夫妻で、ローカストヒル牧場の名義で競走馬を所有していた。

### 競走生活
ラフィアンは1974年5月22日、ベルモントパーク競馬場でデビューした。ラフィアンはスタートから他馬を引き離し、2着馬に15馬身の着差をつけ、ダート1100mのコースレコードと同タイムの走破時計を記録して優勝した。2戦目の重賞 (G3) ファッションステークスも同じタイムで優勝、3戦目のG3アストリアステークスではレイズアネイティヴが持つアケダクト競馬場ダート1100mのコースレコードと0.2秒差の走破時計を記録して優勝するなど優れたスピードを発揮した。その後7月27日にソロリティステークス、8月23日にスピナウェイステークスとG1を連勝したが右後脚の球節の骨折が判明し、この年のシーズンの残りは休養に充てられた。骨折するまでの3か月間の活躍が評価され、この年のエクリプス賞の最優秀2歳牝馬に選出された。

#### ニューヨーク牝馬三冠を達成
骨折が完治したラフィアンは翌1975年4月14日にアローワンスレースで復帰した。ラフィアンには他の馬よりも4キロ重い斤量が課されたが2着馬に4馬身半の着差をつけて優勝した。同月30日にはG3のカムリーステークスに出走し、2着馬に7馬身3/4の着差をつけて優勝。ラフィアンの体調に自信を持った陣営は当時のニューヨーク牝馬三冠（エイコーンステークス、マザーグースステークス、コーチングクラブアメリカンオークス）への出走を決めた。それまで1400m以下のレースにしか出走していなかったラフィアンにとって三冠レースの距離はすべて未経験であったが、1600mのエイコーンステークスは8馬身、1800mのマザーグースステークスは13馬身の着差をつけ優勝。2400mのコーチングクラブアメリカンオークスでは着差は2馬身3/4に縮まったものの勝利を収め、ニューヨーク牝馬三冠を達成した。

#### フーリッシュプレジャーとのマッチレースで骨折し、予後不良となる
この年のアメリカ三冠はそれぞれ異なる馬が優勝した。ニューヨーク競馬協会は優勝馬3頭が対戦する招待競走を企画したが、ベルモントステークス優勝馬アヴァター陣営が話を受け入れず、代わりにラフィアンを招待した。この案にはプリークネスステークス優勝馬マスターダービー陣営が同意せず、ケンタッキーダービー優勝馬フーリッシュプレジャーとのマッチレースが7月6日にベルモントパーク競馬場のダート2000mのコースで行われることになった。
レース当日、ベルモントパーク競馬場競馬場には5万人余りの観客が訪れた。人気はラフィアンの方が高く、オッズはラフィアンが1.4倍、フーリッシュプレジャーが1.9倍であった。レースはラフィアンが半馬身先行する形で推移したが、ゴールまで残り約800mの地点で競走を中止した。その時騎手のヴァスケスはラフィアンに歩様の乱れを感じ、直後に「木の枝を折るような音」を聞いたという。診察の結果右前脚の種子骨を粉砕骨折していることが判明した。骨折の程度は触診した獣医師の手が血で真っ赤に染まるほど重度のものであった。麻酔をかけ骨折した箇所を固定する処置が施されたが麻酔が切れたラフィアンは苦痛に悶えてギプスが壊れるほど暴れたため、治療は断念され安楽死措置がとられた。ラフィアンの亡骸はベルモントパーク競馬場の敷地内に埋葬された。なおこのレース以後、アメリカではマッチレースは開催されていない。
死亡の翌年、アメリカ競馬名誉の殿堂博物館はラフィアンの殿堂入りを発表した。また、1999年に競馬雑誌ブラッド・ホースが選定した20世紀のアメリカ名馬100選においては、選定牝馬の中では最も上位の35位にランキングされている。

## 主な勝ち鞍
- エイコーンステークス (G1)
- マザーグースステークス (G1)
- コーチングクラブアメリカンオークス (G1)
- ソロリティステークス (G1)
- スピナウェイステークス (G1)

## 受賞
- エクリプス賞最優秀2歳牝馬（1974年）
- エクリプス賞最優秀3歳牝馬（1975年）

## エピソード

### ラフィアンの悲劇
ラフィアンの父、母も2年後に同じような悲劇に遭っている。 母シェナニガンズは、1977年5月21日に疝痛の手術の後暴れた際に骨折、予後不良に、父レビュワーもその数日後に放牧中に骨折、手術そのものは成功したが、やはり同じようにその後暴れて骨折、同年7月21日に安楽死が施された。
また、血統的には直接関係はないが、その強さにラフィアンの再来と言われたゴーフォーワンドも1990年のブリーダーズカップ・ディスタフで故障、予後不良となっている。奇しくもこの年のブリーダーズカップはラフィアン最後の競走となったベルモントパーク競馬場で開催されていた。

### ラフィアンターフマンクラブ（サラブレッドクラブ・ラフィアン）
「マイネル軍団」を率いる岡田繁幸が設立したクラブ「ラフィアン・ターフマンクラブ」「サラブレッドクラブ・ラフィアン」のラフィアンはこの馬が由来である。ラフィアンは岡田繁幸がかつてクレイボーンファームで修行をしていた時に出会った馬で、周りが見向きもしないような馬を、一目で名馬になると予感した、というエピソードがあるとされている。

## 血統

### 血統表
| ラフィアン (Ruffian)の血統（ボールドルーラー系 / Discovery4×5･4=15.63%、Sir Gallahad5×4=9.38%、Traffic (Transmute) 5×4=9.38%） | ラフィアン (Ruffian)の血統（ボールドルーラー系 / Discovery4×5･4=15.63%、Sir Gallahad5×4=9.38%、Traffic (Transmute) 5×4=9.38%） | ラフィアン (Ruffian)の血統（ボールドルーラー系 / Discovery4×5･4=15.63%、Sir Gallahad5×4=9.38%、Traffic (Transmute) 5×4=9.38%） | （血統表の出典）       | （血統表の出典） |
| 父 Reviewer 1966 鹿毛 | 父の父Bold Ruler 1954 鹿毛 | Nasrullah | Nearco                 | Nearco           |
| 父 Reviewer 1966 鹿毛 | 父の父Bold Ruler 1954 鹿毛 | Nasrullah | Mumtaz Begum           |                  |
| 父 Reviewer 1966 鹿毛 | 父の父Bold Ruler 1954 鹿毛 | Miss Disco | Discovery              | Discovery        |
| 父 Reviewer 1966 鹿毛 | 父の父Bold Ruler 1954 鹿毛 | Miss Disco | Outdone                |                  |
| 父 Reviewer 1966 鹿毛 | 父の母Broadway 1959 黒鹿毛 | Hasty Road | Roman                  | Roman            |
| 父 Reviewer 1966 鹿毛 | 父の母Broadway 1959 黒鹿毛 | Hasty Road | Traffic Court          |                  |
| 父 Reviewer 1966 鹿毛 | 父の母Broadway 1959 黒鹿毛 | Flitabout | Challedon              | Challedon        |
| 父 Reviewer 1966 鹿毛 | 父の母Broadway 1959 黒鹿毛 | Flitabout | Bird Flower            |                  |
| 母 Shenanigans 1963 芦毛 | 母の父Native Dancer 1950 芦毛                                                                                                  | Polynesian | Unbreakable            | Unbreakable      |
| 母 Shenanigans 1963 芦毛 | 母の父Native Dancer 1950 芦毛                                                                                                  | Polynesian | Black Polly            |                  |
| 母 Shenanigans 1963 芦毛 | 母の父Native Dancer 1950 芦毛                                                                                                  | Geisha | Discovery              | Discovery        |
| 母 Shenanigans 1963 芦毛 | 母の父Native Dancer 1950 芦毛                                                                                                  | Geisha | Miyako                 |                  |
| 母 Shenanigans 1963 芦毛 | 母の母Bold Irish 1948 黒鹿毛                                                                                                   | Fighting Fox | Sir Gallahad           | Sir Gallahad     |
| 母 Shenanigans 1963 芦毛 | 母の母Bold Irish 1948 黒鹿毛                                                                                                   | Fighting Fox | Marguerite             |                  |
| 母 Shenanigans 1963 芦毛 | 母の母Bold Irish 1948 黒鹿毛                                                                                                   | Erin | Transmute              | Transmute        |
| 母 Shenanigans 1963 芦毛 | 母の母Bold Irish 1948 黒鹿毛                                                                                                   | Erin | Rosie o'Grady F-No.8-c |                  |

### 近親馬
- 半兄 - アイスカペイド
- 半弟 - バックファインダー